# Johann Placotomus

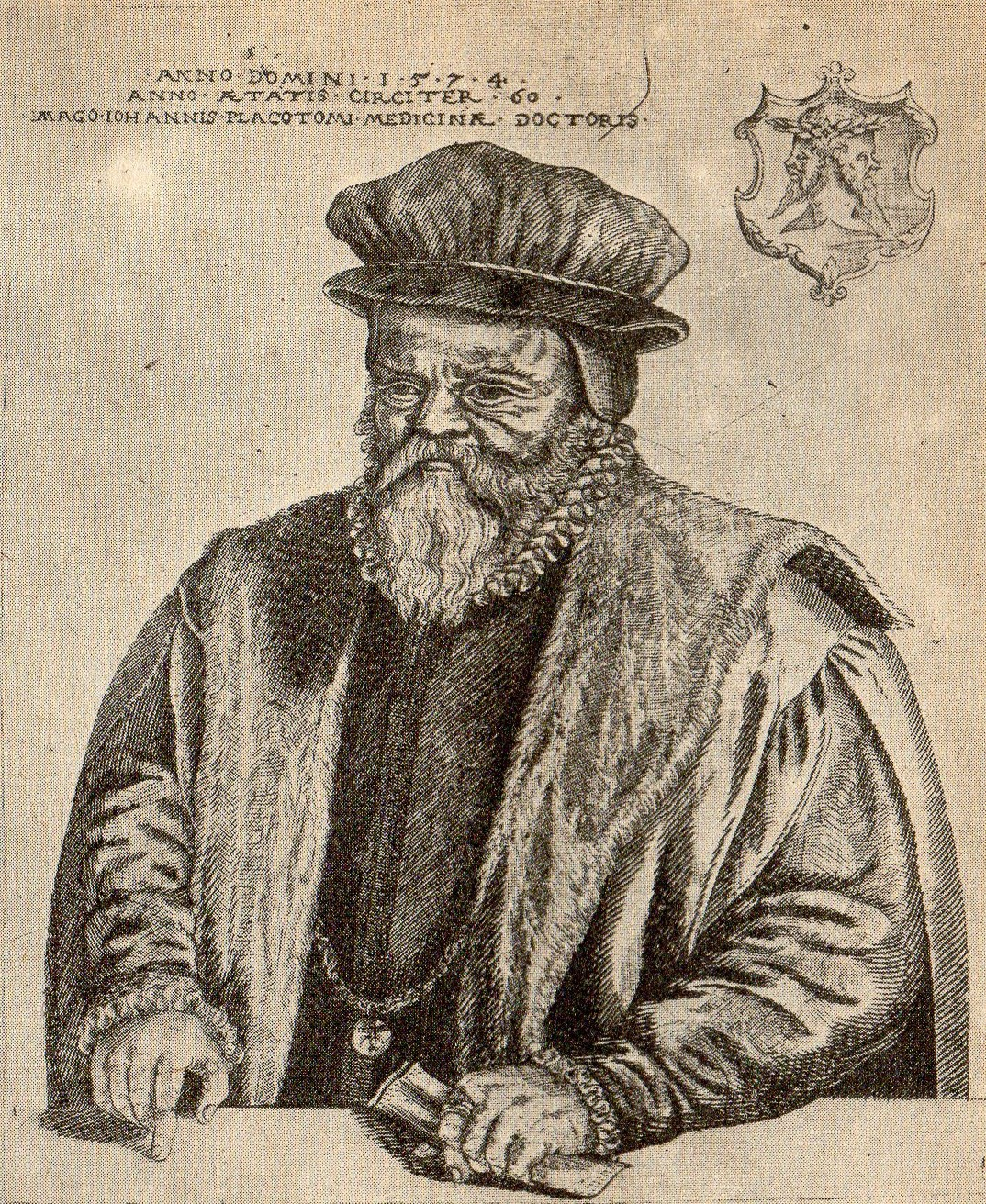
Johann Placotomus

Johann Placotomus bzw. Johannes Placotomus (latinisiert aus Johann Brettschneider; * um 1514 in Münnerstadt; † 6. Mai 1577 in Danzig) war ein deutscher Mediziner und Pädagoge.

## Leben
Über die ersten Lebensjahre von Placotomus liegen keine greifbaren Daten vor. Sicher ist, dass er sich am 2. April 1530 an der Universität Wittenberg immatrikulierte. Im Wintersemester 1537 findet man ihn in den Matrikeln der Universität Leipzig, wo er am 26. April 1538 sein Examen pauperum absolvierte. Er kehrte zurück nach Wittenberg und absolvierte dort am 15. September 1541 sein Magisterexamen der Sieben freien Künste. Ohne Zweifel dürfte er während jener Zeit mit Philipp Melanchthon und Martin Luther im engen Kontakt gestanden haben, die ihn als vertrauten Freund bezeichneten.
So dürfte Placotomus während seiner Wittenberger Zeit die Vorlesungen von Georg Joachim Rheticus, sowie Erasmus Reinhold in Mathematik, von Veit Amerbach in Physik und bei Veit Winsheim in Rhetorik besucht haben. Als Magister hatte er sich die Voraussetzungen geschaffen, ein Studium an einer höheren Fakultät zu verfolgen. Er entschied sich, in der medizinischen Fakultät unter den Lehrern Augustin Schurff und Jakob Milich seine Studien fortzusetzen. Nachdem er unter Milich das Lizentiat der Medizin erworben hatte, promovierte er am 7. Juni 1543 zum Doktor der Medizin. Im Folgejahr übernahm er die erste medizinische Professur an der Universität Königsberg als Ordinarius. Dort geriet er jedoch in die theologischen Streitigkeiten jener Zeit.
Ihm wurde unterstellt, dass er an der Verbreitung von Schmähschriften gegen Andreas Osiander beteiligt war. Als Rektor der Akademie im Wintersemester 1548 verweigerte er Herzog Albrecht eine Übersicht über die Stipendiaten jener Zeit an seiner Hochschule. Darauf entbrannte ein akademischer Streit bei dem Placotomus, Andreas Aurifaber in einer groben Form beleidigte. Daraufhin verweigerte man ihm die Teilnahme an den Sitzungen des Senats der Akademie. Placotomus forderte daher seine Entlassung aus der Hochschule. Er blieb zwar noch einige Zeit im Lehrkörper der Akademie, jedoch ohne davon in Vorlesungen aktiv zu sein. Stattdessen ging er 1552 nach Danzig, wo er eine Stelle als Stadtphysikus erlangte.
Hier übernahm er 1555 die Ratsapotheke und wurde als Autor verschiedener Schriften aktiv. Dies rief wiederum den Bischof Stanislaus Hosius auf den Plan, so dass er nach Eisleben fliehen musste. Jedoch kehrte er 1558 wieder nach Danzig zurück, erhielt 1566 erneut die Danziger Ratsapotheke. Es soll auch nicht verborgen bleiben, dass er sich an der Gestaltung des Danziger Schulwesens einen hervorragenden Ruf erworben hat. So verfasste er nicht nur viele medizinische Schriften, sondern kümmerte sich auch in seinen Ausführungen um die Entwicklung des Schulwesens in Danzig. So hatte er die Grundlagen des Gymnasiums in Danzig mitentwickelt, das in der Folge über viele Jahrhunderte eine Brutstätte vieler deutscher Persönlichkeiten wurde.

## Schriften (Auswahl)
- Disputationes quaedam philosophicae in Academia Regiomontanae propositae. 1548
- De natura cerevisiarum et de mulso. Königsberg, 1549
- Conclusiones apologeticae quorundam thematum propositorum. De destillationibus. Danzig, 1550
- Vom Missbrauch und rechten Gebrauch des Harnsehens. Danzig, 1550
- De natura et viribus cerevisiarum et mulsarum opusculum. Wittenberg 1551
- Oratio de ratione discendi ac praecipue medicinam. Leipzig, 1552
- De destillationibus chymicis epistola, item disputariones eiusdem. Frankfurt, 1553
- De tuenda bona valetudine libellus E. Hessi, commentariis doctissimis illustratus. Frankfurt 1554; Paris 1555; Frankfurt 1556; 1564, 1571, 1582,
- Causae contemtus medicinae. Eisleben, 1558
- De diaeta salubri sive de vicru privatorum libellus Polybi ..., Danzig, 1558; Antwerpen 1561 (von Polybos, dem Schüler bzw. Schwiegersohn des Hippokrates von Kos[9])
- Pharmacopoea in compendium redacta. Antwerpen 1560; Reprint 1973.
- Compendium pharmacopoeae. Lyon, 1561
- De ratione docendi disputatio ad quaedam controversias ..., Danzig, 1563
- Quaestiones de germanicis fabularum actionibus oppositae opinionibus. Danzig, 1564
- Ein kurtzer vnd einfeltiger bericht, wie man sich in diesem fürfallenden Sterbens lauft-der wütenden Pestilentz … Stadt Dantzigk. Danzig, 1564
- Schola sive latinae scholae constitutio … themata ad rationem docendae iuventutis. Frankfurt, 1566
- Ratio docendi juventutem. Leipzig, 1566
- Methodi dialecticae in gratiam novi gymnasii Dantiscani. Frankfurt 1567
- Wie man christliche Deutsche Kinder Schulen … Rostock 1568
- Disputationes quaedam ad rectam docendi discendique rationes spectantes. Königsberg 1569